# Christopher Pennock
Christopher Pennock (Jackson Hole, 7 giugno 1944 – 12 febbraio 2021) è stato un attore statunitense.

## Biografia
Christopher Pennock nacque in Wyoming fu attivo per oltre quarant'anni come attore di teatro, cinema e televisione. Recitò in classici del teatro moderno come Il leone d'inverno (1968) e La grande caccia dell'impero del sole (1968), prima di debuttare a Broadway nel 1969 e lavorare accanto a  Diana Rigg in Abelardo ed Eloisa al Brooks Atkinson Theatre di New York.
In campo televisivo divenne noto soprattutto per il ruolo di Gabriel Collins, interpretandolo in oltre centoventi episodi della serie TV Dark Shadows. Sul grande schermo recitò con Maggie Smith in California Suite, con Jessica Lange in Frances e diversi altri film.
È morto in California nel 2021 all'età di settantasei anni.

## Filmografia parziale

### Cinema
- Selvaggi (Savages), regia di James Ivory (1972)
- California Suite, regia di Herbert Ross (1978)
- Frances, regia di Graeme Clifford (1982)

### Televisione
- Dark Shadows – serie TV, 126 episodi (1971)
- Cannon – serie TV, 1 episodio (1971)
- Il tempo della nostra vita (Days of Our Lives) – soap opera, 1 puntata (1978)
- General Hospital – soap opera, 4 episodi (1978)
- Love Boat (The Love Boat) – serie TV, 1 episodio (1981)
- Strike Force – serie TV, 1 episodio (1982)
- New York New York (Cagney & Lacey) – serie TV, 1 episodio (1983)
- A-Team (The A-Team) – serie TV, 1 episodio (1984)
- Dynasty – serie TV, 1 episodio (1984)
- Riptide – serie TV, 1 episodio (1986)
- Febbre d'amore (The Young and the Restless) – soap opera, 4 puntate (1986)
- Hotel – serie TV, 1 episodio (1987)
- Houston Knights - Due duri da brivido (Houston Knights) - serie TV, 1 episodio (1987)
- Simon & Simon – serie TV, 1 episodio (1988)
- Gli sceriffi delle nevi (High Mountain Rangers) – serie TV, 1 episodio (1988)
- California – serie TV, 1 episodio (1990)
- Melrose Place – serie TV, 3 episodi (1992-1993)
- Baywatch – serie TV, 1 episodio (1994)
- Due poliziotti a Palm Beach (Silk Stalkings) – serie TV, 1 episodio (1995)
- Legacy – serie TV, 1 episodio (2010)

## Doppiatori italiani
- Franco Sangermano in Sentieri